# Cryptachaea rostrata
Cryptachaea rostrata là một loài nhện trong họ Theridiidae.
Loài này thuộc chi Cryptachaea. Cryptachaea rostrata được Octavius Pickard-Cambridge miêu tả năm 1896.